# Camí de Sant Jaume

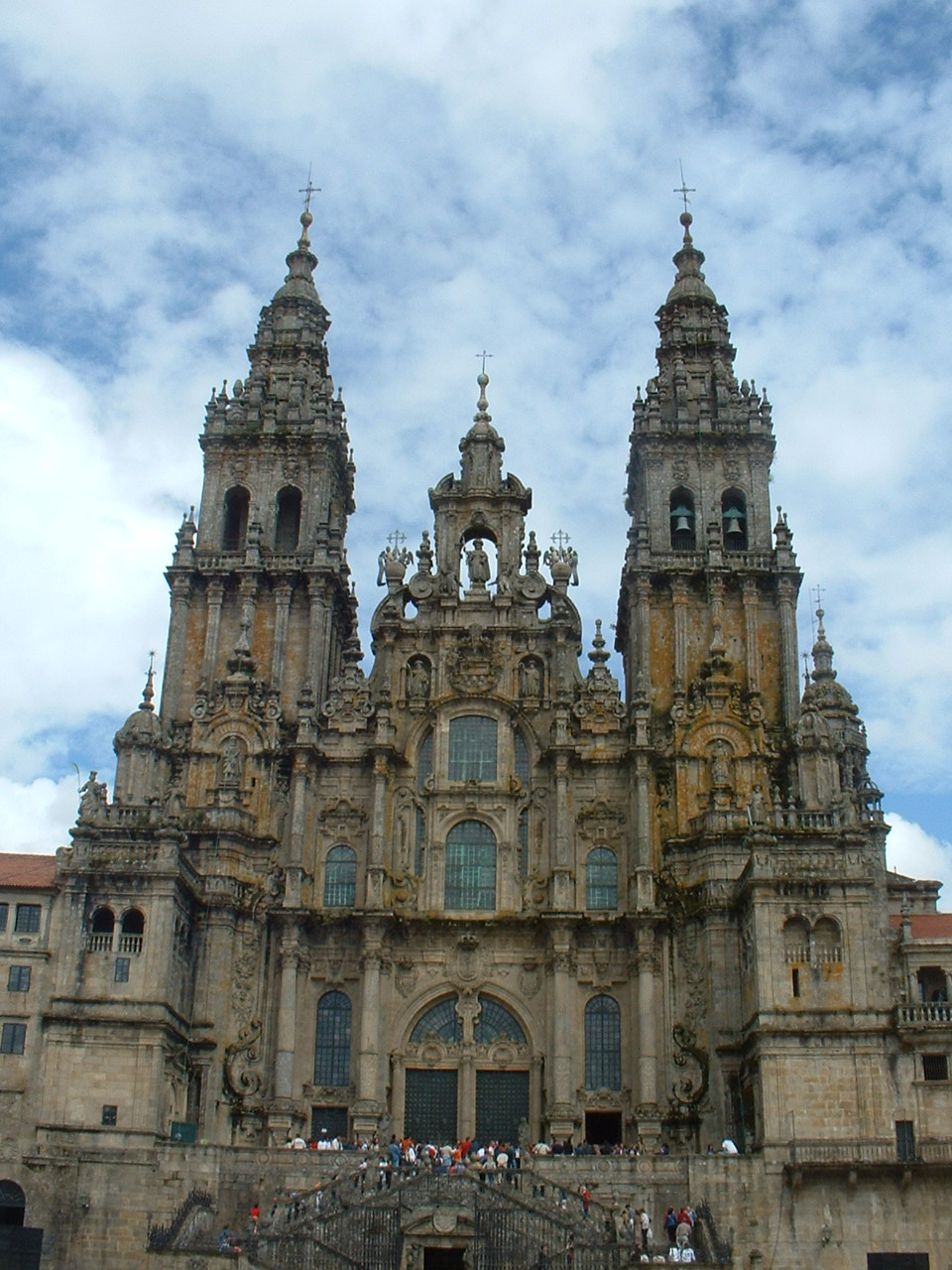
Basílica de Santiago

El Camí de Sant Jaume (en gallec: Camiño de Santiago; en castellà: Camino de Santiago; en asturià: Camín de Santiago; en occità: Camin de Sant Jacme; en francès: Chemin de Saint Jacques) és una ruta que recorren els pelegrins procedents d'Espanya i tot Europa per a arribar a la catedral de Santiago de Compostel·la, on es veneren les relíquies de l'apòstol Sant Jaume. Durant tota l'edat mitjana va ser molt concorregut, després va ser lleugerament oblidat i en l'època actual ha tornat a prendre un gran auge. No hi existeix un únic recorregut, sinó que hi ha moltes rutes d'accés al camí més conegut que és l'anomenat Camí francès de Sant Jaume.

## Inicis històrics del Camí

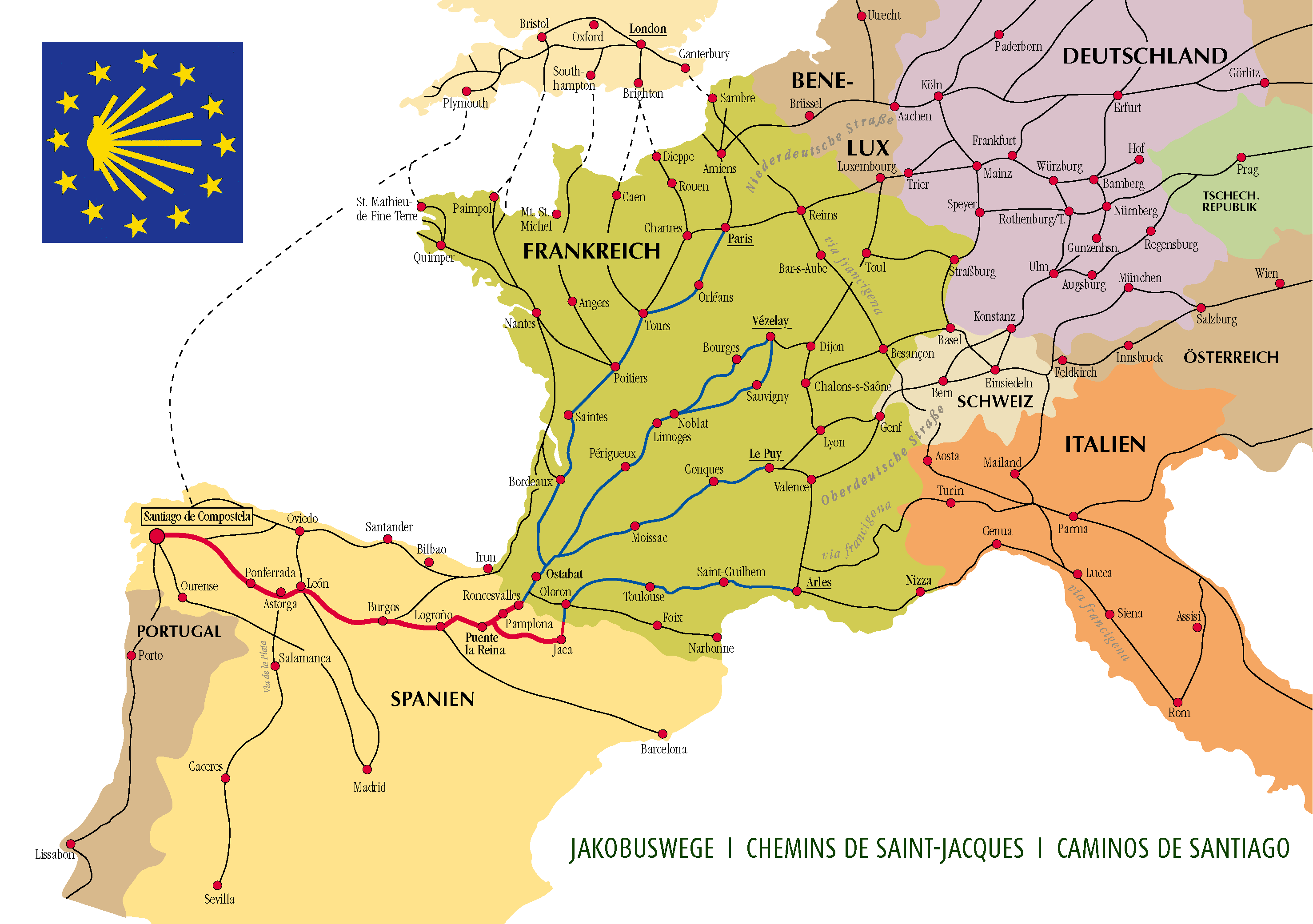
Rutes del camí de Sant Jaume per Europa

El culte a sant Jaume a la Hispània romana era desconegut, fins que vers l'any 814 es trobaren les relíquies de l'apòstol i, a partir de llavors, Compostel·la es convertí progressivament en un centre de pelegrinatge i rebrà el seu impuls definitiu durant la primera meitat del segle xii, ajudat en part pel Còdex Calixtí.

### Descobriment del sepulcre
Vuit segles després de la mort de l'Apòstol, l'any 813, sent rei d'Astúries Alfons II el Cast i emperador d'Occident, Carlemany, un ermità anomenat Pelagi o Pelai, va veure una estrella posada en el bosc de Libredón. Després de comunicar-li al bisbe Teodomir, bisbe d'Iria Flavia, van descobrir al centre del bosc una antiga capella amb les restes del sant.
Alfons II va viatjar immediatament amb la seva cort al lloc on van trobar l'església, i així es convertí en el primer pelegrí de la Història. Va manar edificar una petita església, que amb els anys es transformà amb la seu barroca actual de la Catedral de Santiago de Compostel·la.
A la fi del segle viii es difon al nord-oest de la península Ibèrica la llegenda que Sant Jaume el Major havia estat enterrat en aquestes terres, després d'evangelitzar-les. Començà a rendir-se-li culte en un lloc proper a la ciutat episcopal d'Iria Flavia, avui Padrón, on hi ha un cementiri d'època romana. Molt aviat, la notícia s'estengué per tota l'Europa cristiana i els primers pelegrins comencen a arribar a Compostel·la, al lloc del sepulcre denominat Campus Stellae. El descobriment del sepulcre coincideix amb l'arribada al regne d'Astúries dels mossàrabs fugits de les zones dominades pels musulmans, buscant poder practicar les seves creences religioses.
El nombre de pelegrins augmentà extraordinàriament a partir del segle xi, quan la població europea assoleix sortir de l'aïllament d'èpoques anteriors i inicia una sèrie de contactes i intercanvis que, en el camp religiós, duran a fer de la peregrinació la forma més difosa de devoció. Roma, Jerusalem i Santiago de Compostel·la seran les destinacions més importants. Els croats i les ciutats marítimes italianes obren la ruta de Jerusalem i els monarques de Navarra, Aragó, Castella i Lleó faciliten el viatge a Santiago mitjançant la construcció de ponts, reparació de camins i edificació d'hospitals. El recorregut que es feia per arribar-hi es podia fer des de tot arreu, però principalment començava des de França i recorria l'actual costa cantàbrica fins a la catedral. En el camí es va començar a edificar per la comoditat dels peregrins que feien el viatge i es van construir hostals, hospitals, mercats, etc.
Anys més tard, el caràcter apostòlic de la seva església i les riqueses acumulades gràcies als pelegrins, permetran a un bisbe emprenedor, Diego Gelmírez, convertir la seva seu en un arquebisbat.

## El Camí modern

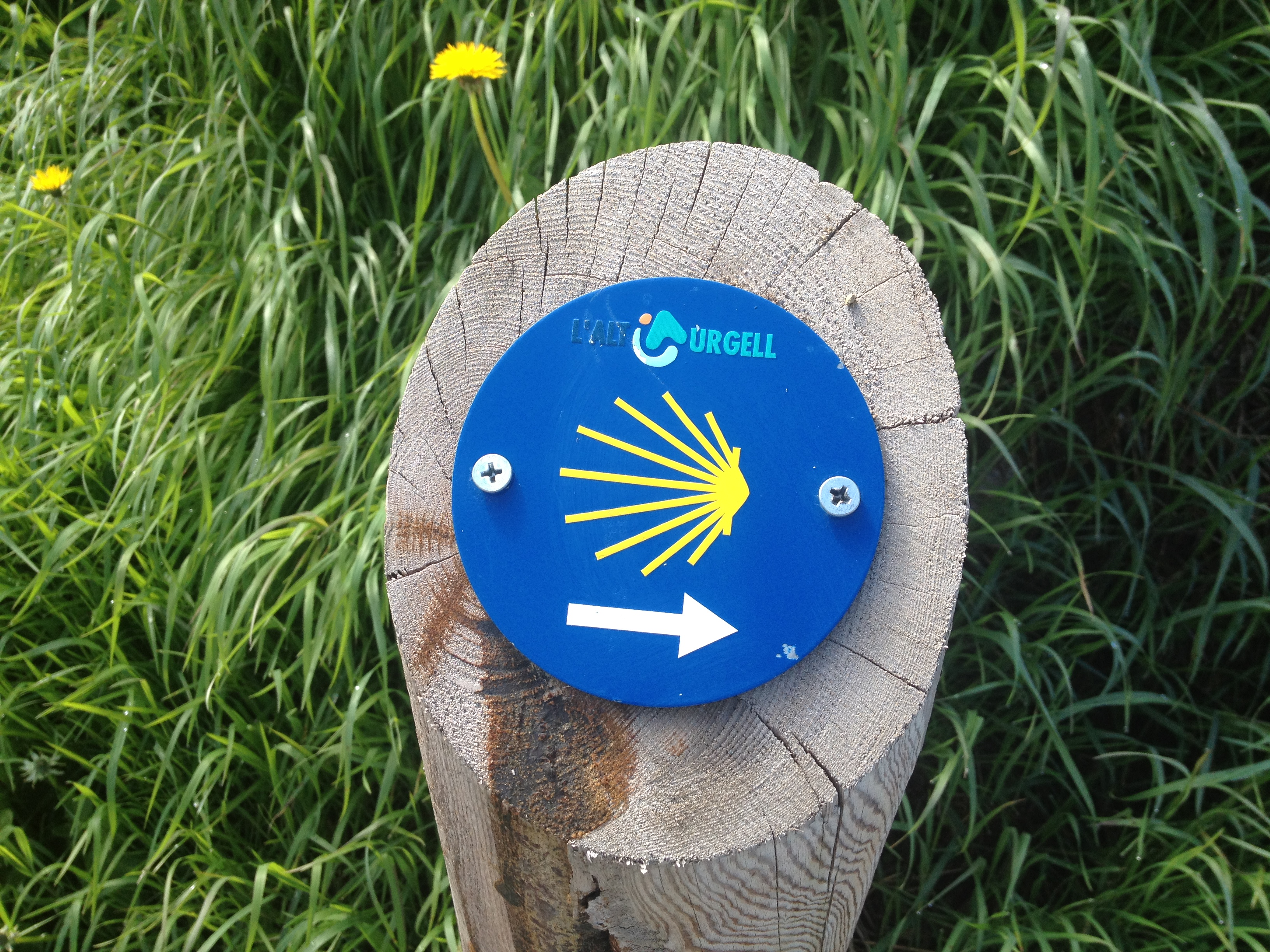
Pal indicatiu del camí català a l'Alt Urgell.

Després de les edats mitjana i moderna, el Camí va perdent importància. Per a l'Any Sant Compostel·là de 1993, el govern autònom gallec va decidir potenciar el seu valor com a recurs turístic, no només per al pelegrí religiós i va llançar la campanya Xacobeo 93, restaurant la ruta i les infraestructures per a pelegrins. Va assolir la col·laboració de les comunitats per les quals travessa el Camí. Des de llavors, fer el recorregut a peu, amb bicicleta o a cavall és una destinació popular que reuneix el religiós, espiritual, esportiu, cultural, econòmic, etc., tal com ha vingut ocorrent des del principi a través dels segles. El camí es troba indicat per fletxes pintades de groc, pals i altres senyals. L'actual Camí de Santiago és el sender de Gran Recorregut 65, amb les seves variants.
El 1993 fou considerat Patrimoni de la Humanitat per part de la UNESCO, i el 2004 fou guardonat amb el Premi Príncep d'Astúries de la Concòrdia com a lloc de peregrinació i de trobada entre persones i pobles que, a través dels segles, s'ha convertit en símbol de fraternitat i vertebrador d'una consciència europea.
Avui dia el Camí de Sant Jaume es troba en un dels seus moments d'esplendor amb una visita de més de 300.000 pelegrins a l'any vinguts de tots els racons de món.

## Els camins de Sant Jaume

### Camí francès
El camí francès sempre va ser la ruta de pelegrinatge de l'Europa medieval. Els pelegrins moguts per la fe caminaven fins a la tomba de l'apòstol. Va ser el més important de tots els camins.

### Camí portuguès
A partir del segle xii van començar arribar els pelegrins, entre ells molts representants de la noblesa portuguesa que ajudaren a reforçar la importància d'aquest camí. El camí portuguès es caracteritza per no transcórrer per territoris molt abruptes, i per això és una bona ruta per a gaudir de paisatges, boscos i ponts medievals. Comença a Tui.

### Camí anglès
El camí anglès va nàixer gràcies a la posició de Ferrol i la Corunya com a ports importants d'entrada per als vaixells de mercaderies. Els anglesos aprofitaren aquesta ruta creada per al comerç per a establir la ruta xacobea.

### Camí a Fisterra i Muxía
Molts historiadors consideren Fisterra com la destinació final dels pelegrins pagans abans de la cristianització. 88 quilòmetres separen Santiago de Compostel·la de Fisterra. S'hi pot gaudir de costes escarpades i vegetació abundant.

### Camí sanabrès
Aquesta ruta també és coneguda com el camí mossàrab i transcorre des de Zamora fins a Santiago de Compostel·la, però entra a Galícia per Ourense. Aquesta ruta és molt recomanable per als ciclistes, ja que discorre en gran part per carretera nacional. Es podria enllaçar amb el camí portuguès si anem fins a Verín des d'on enllaça des de Chaves amb la ruta lusitana.

### Camí sud d'hivern
Amb aquesta variant del camí, els pelegrins miraven de fugir de les fortes nevades i el fred entrant a Galícia per la comarca de Valdeorras seguint la via romana. D'aquesta manera evitaven ascendir fins a O Cebreiro.Aquest camí es l'únic que discorre per les quatre províncies gallegues: primer entra per la Ourense, després passa per les de Lugo i Pontevedra per a acabar a la província de la Corunya.

### Camí del Nord
El camí del nord recorre tota la costa del cantàbric per a acabar la ruta xacobea a Santiago de Compostel·la. Es tracta d'un dels camins amb més història junt amb el camí primitiu. Solia ser la via més utilitzada pels reis de tot Europa per a arribar a Santiago. Aquesta ruta és menys transitada en l'actualitat i permet gaudir de bonics paisatges entre el mar i la muntanya. També és reconegut per una gran gastronomia.

### Camí primitiu
El camí primitiu va ser usat per Alfons II, rei de Galícia, per a presenciar el descobriment de la tomba de l'apòstol Santiago l'any 813. Aquest recorregut es caracteritza pel fet que té pocs trams d'asfalt, recorre ciutats monumentals com Oviedo, Lugo i la mateixa Santiago de Compostel·la. Però també és un dels més durs perquè té pujades i trams que es poden complicar en èpoques de pluja, ja que es converteixen en tolls replets de fang.

### Via de la plata
Aquest camí existeix des de l'època romana, l'imperi romà la va usar per a travessar des de Mèrida fins a Astorga. A Sevilla s'uneixen diverses variants. Aquesta ruta ha de ser combinada amb el camí francès o el camí sanabrès quan s'arriba Astorga (uns 700 km) aproximadament per a acabar a Santiago de Compostel·la. Aquest camí es especialment dur en èpoques de calor per les poques zones d'ombra que té, i per això es recomana fer-lo amb temperatures mitjanes-baixes.

### Camí català de Sant Jaume
Una de les rutes de pelegrinatge que formen part del camí de Sant Jaume, en el seu pas per terres catalanes. En realitat, no es tracta d'un únic camí, sinó de diverses variants que conflueixen entre sí, en direcció a les terres aragoneses, passant per Montserrat, i separant-se a partir de Tàrrega en direcció a Lleida, Alcarràs i Saragossa, enllaçant amb el Camí francès de Sant Jaume a través de Logronyo, o en direcció a Alfarràs, Jaca, i el Monestir de Sant Joan de la Penya enllaçant amb la variant del Camí aragonès. Té orígens al Port de la Selva, el Coll de Panissars, Barcelona, Tarragona i Tortosa.

### Camí de Llevant
El Camí de Llevant de Sant Jaume és el que surt de València. Tot i que hi ha quatre variacions, la més comuna és la que conflueix amb la Ruta de la Plata a Zamora. És un dels traçats més llargs que hi ha a Espanya. El 2015 es va crear una nova ruta variant aquesta, de manera que se surt de la Catedral de València i es passa per Mislata i Quart de Poblet per anar fins a Conca i Castella i Lleó.

### Camí mossàrab andalús
El Camí mossàrab andalús és un camí que parteix de Còrdoba i uneix Andalucía Mediterrània i oriental amb la via de plata. És unes de les rutes més antigues i es pot anar d’Almeria, Jaén, Màlaga i Granada per desembocar en Còrdoba i d’allí fins a Mèrida per connectar amb la via de la plata.

### Camí vell de Sant Jaume
El camí vell de Sant Jaume, camí de la muntanya o Camí Oblidat, va ser la ruta més important fins al segle XII. Surt de Bilbao, passa per la vall de Mena, Espinosa de los Monteros, Palencia, Cervera de Pisuerga, Guardo, Lleó, Taranilla, La Robla, Congosto i Vilafranca del Bierzo, on seguia amb l'actual camí francès.

### Camí de Madrid
S'inicia a Madrid i conflueix amb la ruta francesa al municipi de Sahagún, a la província de Lleó.

### Camí de l'Ebre
La ruta comença al Muntell de les Verges (Deltebre) i remunta l'Ebre per Casp, Saragossa, Tudela i Calahorra, i s'uneix al Camí Francès a Logronyo.

### Camí portuguès de la costa
Des de Porto, passa per Viana do Castelo i Caminha i continua per La Guardia, Baiona i Vigo, on s'uneix al Camí Central.

### Camí portuguès de l'interior
Camí rehabilitat el 2002, comença a Zamora a la Via de la Plata i segueix fins a Laza on s'uneix amb el camí Sanagrès.

### Camí portuguès central
Surt de Lisboa, passa per Coimbra, Porto, Tuy, Pontevedra i Padrón per entrar a Santiago.

### Camí basc de l'interior
Entre els segles x i xiii va ser la més important, perquè era una ruta més segura que el camí de Sant Jaume francès, sovint atacat pels víkings. També se l'anomena Ruta Basca o de Baiona. També rep el nom de Camí del túnel de Sant Adrià.

### Camí de Sant Salvador
El camí comença a Lleó, quan el camí de Sant Jaume francès es desvia per fer parada a la catedral de San Salvador d'Oviedo. Després el camí es pot seguir pel camí de Sant Jaume de la Costa o bé per la ruta primitiva. El traçat coincideix amb la Via de la Plata.

### Ruta Vadiniense
Aquest camí enllaça el Camí del Nord amb el Francès a través dels Pics d'Europa. La ruta comença habitualment a San Vicente de la Barquera enllaçant amb el camí de Sant Jaume francès a Mansilla de las Mulas. Aquest trajecte permet visitar la catedral de Santiago i el monestir de Santo Toribio de Liébana, dos destacats centres de peregrinació cristiana. També rep el nom de camí de Sant Jaume pels Picos de Europa.

### Camí de la Llana de València - Requena
Antic traçat comercial, parteix d'Alacant i va fins a Caudete, on prossegueix pel Camí de Sant Jaume del sud-est. Dins aquest camí se n'han recuperat tres que acaben confluint a la mateixa ruta. El més destacat és el Camí de l'Alba que parteix de Xàtiva i conflueix a la Ruta de la Llana a Almansa.